# Subdivisions du Tatarstan
La République du Tatarstan est divisée en 43 raïons et 13 villes.

## Raïons

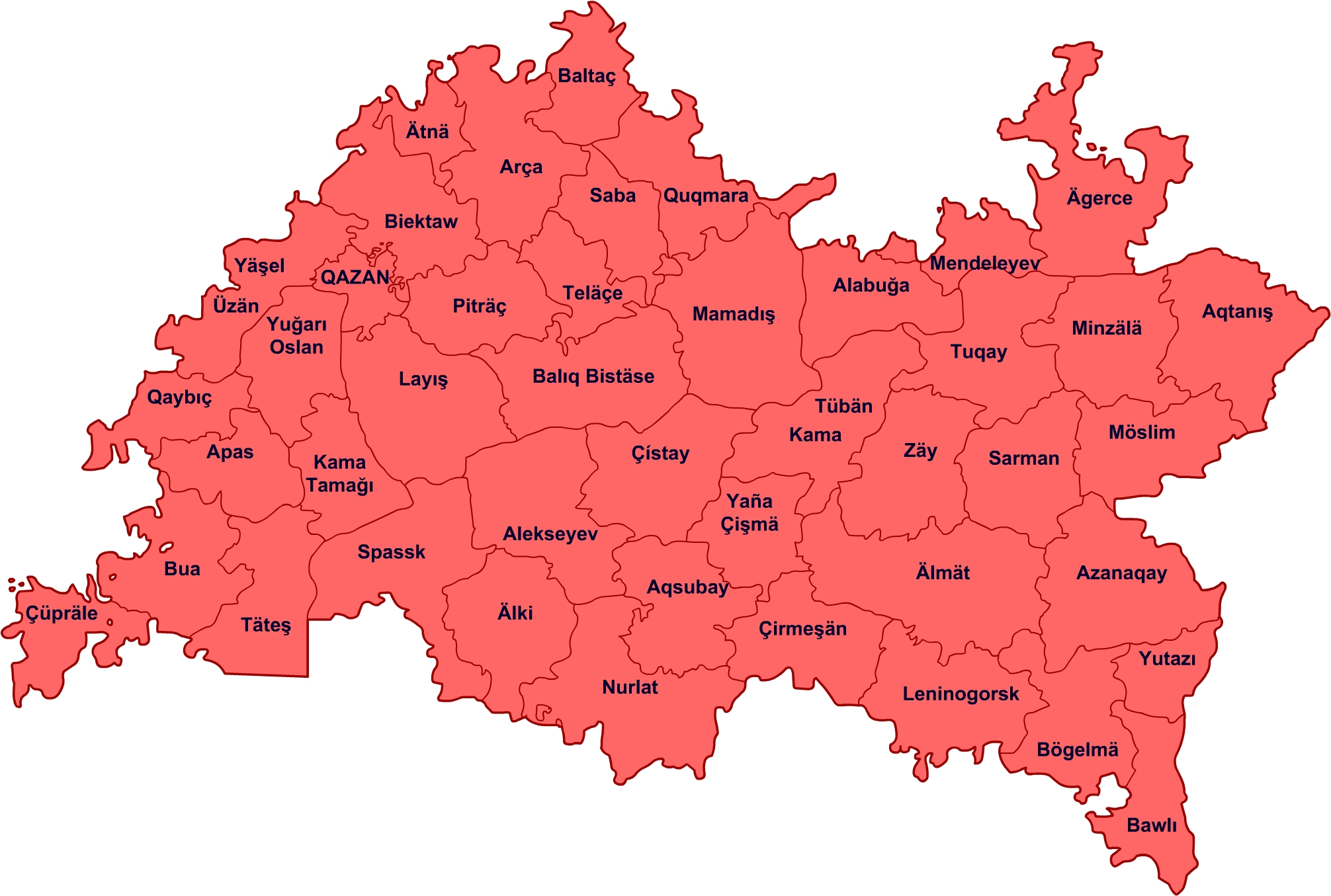
Carte administrative du Tatarstan (en tatar)

1. Agryski
2. Aksoubaevski
3. Aktanychski
4. Alexéevski
5. Alkéevski
6. Almétievski
7. Apastosvski
8. Arski
9. Atninski
10. Aznakaevski
11. Baltassinski
12. Bavlinski
13. Bougoulminski
14. Bouïnski
15. Drojjanovski
16. Elagoujski
17. Ioutazinski
18. Kaïbitski
19. Kamsko-Oustinski
20. Koukmorski
21. Laïchevski
22. Léninogorski
23. Mamadychski
24. Mendélevski
25. Menzélinski
26. Mouslioumovski
27. Nijnekamski
28. Nourlatski
29. Novochechminski
30. Pestrétchinski
31. Rybno-Slobodski
32. Sabinski
33. Sarmanovski
34. Spasski
35. Tchéremchanski
36. Tchistopolski
37. Tétiouchski
38. Tiouliatchinski
39. Toukaevski
40. Verkhnéouslonski
41. Vyssokogorski
42. Zaïnski
43. Zélénodolski

## Villes
1. Arsk
2. Aznakaïevo
3. Bavly
4. Bougoulma
5. Ielabouga
6. Kazan
7. Leninogorsk
8. Naberejnye Tchelny
9. Nijnekamsk
10. Nourlat
11. Tchistopol
12. Zaïnsk
13. Zelenodolsk